# Jan Radicke
Jan Radicke (* 1. Dezember 1965 in Gladbeck) ist ein deutscher Altphilologe.
Jan Radicke wurde 1994 an der Universität zu Köln mit der Dissertation Die Rede des Demosthenes für die Freiheit der Rhodier (publiziert 1995) in klassischer Philologie promoviert. Anschließend arbeitete er als Wissenschaftlicher Assistent von Siegmar Döpp am Seminar für Klassische Philologie der Universität Göttingen, wo er sich 2003 mit der Schrift Lucans poetische Technik: Studien zum historischen Epos habilitierte. Zum Sommersemester 2004 folgte er dem Ruf auf eine C3-Professur für Klassische Philologie, insbesondere Latinistik, an der Universität Kiel.
Radicke ist Begründer und Mitherausgeber der Zeitschrift Göttinger Forum für Altertumswissenschaft und der zugehörigen Reihe Beihefte zum Göttinger Forum für Altertumswissenschaft, die zunächst in dem von ihm 1998 mitgegründeten Verlag Duehrkohp & Radicke erschien, dessen Verlagsprogramm 2006 von der Edition Ruprecht übernommen wurde.

## Publikationen (Auswahl)
- Die Rede des Demosthenes für die Freiheit der Rhodier. Berlin 1995.
- Lucans poetische Technik. Leiden 2004.
- Roman Women's Dress. Literary Sources, Terminology, and Historical Development. Berlin 2023.